# فالروم
فالروم (به سوئدی: Falerum) یک منطقه مسکونی است که در بخش اوتویدابری شهرستان اوستریوتلاند در کشور سوئد واقع شده است. جمعیت فالروم در پایان سال ۲۰۱۰ بالغ بر ۲۴۲ نفر بوده است.